# Hosingen
Hosingen (Luxemburgs: Housen) is een plaats in de Luxemburgse gemeente Parc Hosingen. Tot 2012 vormde het dorp samen met enkele omliggende dorpen de gemeente Hosingen.
In de gemeente komen veel toeristen om de omgeving te verkennen, te langlaufen of te wandelen.

## Trivia
- Hosingen is al van veraf herkenbaar aan de ruim 300 meter hoge zendmast van RTL, het hoogste bouwwerk in Luxemburg.

## Geboren
- Jean-Pierre Gleis (1889-1965), kunstschilder en tekenaar
- Félix Glatz (1894-1953), kunstschilder